# 金針菇
金针菇（日语：／ Enokitake，英語名Enoki或Enokitake源自日語）又名銀針菇、明天見、金菇菜、金菇，屬膨瑚菌科小火菇属的一种真菌，為常見的食用菇。

### 描述
擔子果（子實體）呈傘狀，成簇生長。單個子實體高達50（2英寸），菌蓋最初呈凸形，展開後變平，直徑可達45 mm（13⁄4英寸）。菌蓋表面光滑，潮濕時黏滑，呈赭黃色至黃棕色。菌褶呈乳白色至淡黃白色。菌柄光滑，頂端呈淡黃色，基部呈黃棕色至深棕色，沒有菌環。孢子印為白色，孢子（在顯微鏡下）光滑、非澱粉質、橢圓形至圓柱形，約5至7微米長，3至3.5微米寬。
野生和人工栽培的擔子果在外觀上有顯著差異。人工栽培的金針菇沒有暴露在光線下，因此子實體呈白色或淡白色，菌柄長，菌蓋小。

## 分類
基於內轉錄間隔區序列，金針菇最初於2015年在中國被描述為毛腿冬菇（F. velutipes）的一個變種。但使用不同序列組合的進一步分子研究表明，金針菇和毛腿冬菇是不同的，應被視為單獨的物種。

## 生長環境
金針菇生長在白樺、構樹、珙桐、新木姜子、柳樹和其他闊葉樹的枯木上。它自然分布於中國、韓國和日本。

## 營養成分
金針菇含水量為88%，碳水化合物8%，蛋白質3%，脂肪含量可忽略不計。在100克參考食用份量中，金針菇提供153千焦耳（37千卡）的熱量，並且是硫胺素、菸鹼酸和泛酸等B族維生素的極佳來源（達到每日攝取量的20%或更多），同時也提供適量的核黃素、葉酸和磷。

## 用途
金針菇在中國的栽培歷史可以追溯到公元800年。2010年，中國的商業產量估計為每年157萬噸，日本則額外生產14萬噸。這種真菌可以在一系列簡單的木質纖維素基質上進行栽培，包括鋸末、麥秸和稻草。金針菇通常在黑暗中生長，產生顏色蒼白、菌柄細長、菌蓋發育不完全的子實體。暴露在光線下會產生更正常的、短柄的、有顏色的子實體。

### 食用
金針菇在東亞地區被廣泛食用。它口感爽脆，可以冷藏約一週。也是湯品中常見的食材，尤其是在東亞料理中。
- 韓式燉湯
- 韓式辣炒（英语：Bokkeum）
- 日式壽喜燒
- 烤金針菇

### 改善儲存
可以將金針菇的萃取物添加到鮮奶油中。據觀察，這種方法有助於減緩冰晶的形成，從而在冷凍狀態下儲存時，能更長時間地保持鮮奶油的品質。